# Patrick Kaleta
Patrick Kaleta, född 8 juni 1986 i Angola, New York, är en amerikansk professionell ishockeyspelare som spelar för Buffalo Sabres i NHL. 
Kaleta valdes av Buffalo Sabres som 176:e spelare totalt i 2004 års NHL-draft.

## Statistik

### Klubbkarriär
| 2002–03    | Peterborough Petes  | OHL        | 67  | 7  | 9  | 16 | 67  | 7  | 0 | 0  | 0  | 6  |
| 2003–04    | Peterborough Petes  | OHL        | 67  | 14 | 14 | 28 | 126 | —  | — | —  | —  | —  |
| 2004–05    | Peterborough Petes  | OHL        | 62  | 24 | 28 | 52 | 146 | 14 | 3 | 3  | 6  | 30 |
| 2005–06    | Peterborough Petes  | OHL        | 68  | 16 | 35 | 51 | 121 | 19 | 8 | 10 | 18 | 43 |
| 2006–07    | Rochester Americans | AHL        | 58  | 5  | 10 | 15 | 133 | 5  | 0 | 0  | 0  | 12 |
| 2006–07    | Buffalo Sabres      | NHL        | 7   | 0  | 2  | 2  | 21  | —  | — | —  | —  | —  |
| 2007–08    | Rochester Americans | AHL        | 29  | 1  | 3  | 4  | 109 | —  | — | —  | —  | —  |
| 2007–08    | Buffalo Sabres      | NHL        | 40  | 3  | 2  | 5  | 41  | —  | — | —  | —  | —  |
| 2008–09    | Buffalo Sabres      | NHL        | 51  | 4  | 5  | 9  | 89  | —  | — | —  | —  | —  |
| 2009–10    | Buffalo Sabres      | NHL        | 55  | 10 | 5  | 15 | 89  | 6  | 1 | 1  | 2  | 22 |
| 2010–11    | Buffalo Sabres      | NHL        | 51  | 4  | 5  | 9  | 78  | 6  | 1 | 2  | 3  | 6  |
| 2011–12    | Buffalo Sabres      | NHL        | 63  | 5  | 5  | 10 | 116 | —  | — | —  | —  | —  |
| NHL totalt | NHL totalt          | NHL totalt | 267 | 26 | 24 | 50 | 434 | 12 | 2 | 3  | 5  | 28 |